# نشریه تولید پاک تر
نشریه تولید پاک تر یک مجله علمی بررسی شده توسط پژوهشگران است که در تحقیقات بین رشته‌ای در زمینه تولید پاک تر فعالیت می‌کند. این توسط الزویر منتشر می‌شود. سردبیر آن دانلد هویزینگ (دانشگاه تنسی) است. براساس گزارش استنادی مجلات، مجله دارای ضریب تأثیر ۶٬۳۹۵ در سال ۲۰۱۸ است و نیز ضریب تأثیر ۵ ساله آن برابر ۷٫۰۵۱ است. همچنین از نظر سامانه امتیازدهی استنادی الزویر دارای رتبه ۱۰ در استراتژی و مدیریت است.